# Slaakhuys

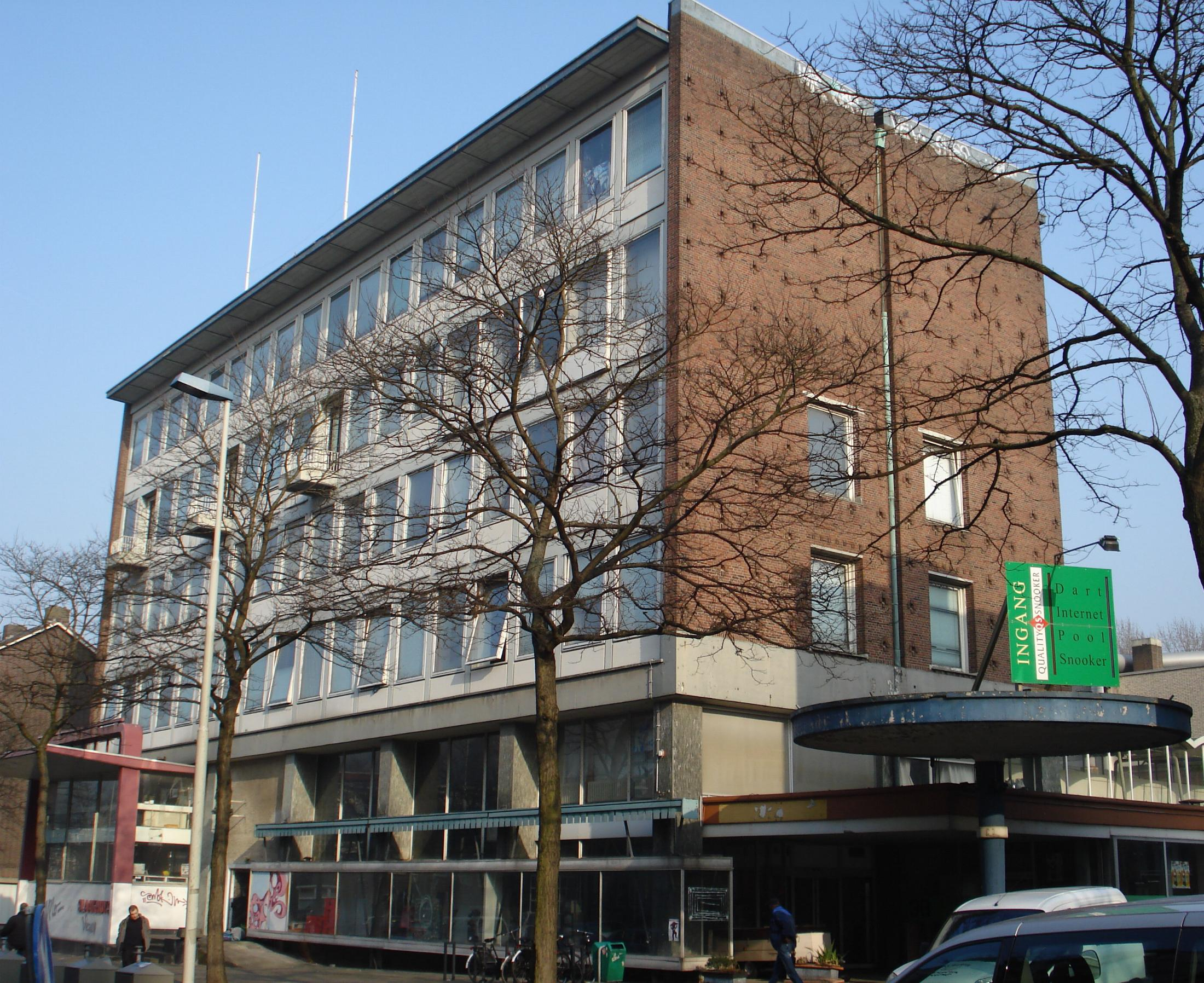
Het Slaakhuys

Het Slaakhuys of Slaakhuis is het in 1955 gebouwde voormalige kantoor van het dagblad Het Vrije Volk in de Nederlandse stad Rotterdam. Nadat de krant vertrok waren er verschillende andere gebruikers.  In 2003 stond het leeg en werd het gekraakt. Sloop dreigde, maar het als voorbeeld van moderne architectuur werd het opgenomen in het rijksmonumentenregister. Vanaf 2019 herbergt het een luxe hotel.

## Geschiedenis
In 1907 bouwde architect H.P. Berlage hier Voorwaarts, ook wel bekend als de Gedempte Slaak, een gebouw dat in de Tweede Wereldoorlog vernield werd. In 1955 was het nieuwe gebouw gereed, ontworpen door Jo Vegter en gebouwd voor de Arbeiderspers. Het pand kwam in gebruik als kantoor voor Het Vrije Volk, de naoorlogse voortzetting van het socialistische dagblad Het Volk. Het werd gebouwd met vijf verdiepingen en een stuk laagbouw, waar de drukkerij zich bevond.
In de jaren zestig ging het goed met Het Vrije Volk, dan nog een landelijk dagblad. In 1966 en 1971 werd het gebouw nog uitgebreid. In 1972 verhuisde de krant naar het centrum van Rotterdam. Handelsfirma R.S. Stokvis betrok begin 1973 het pand en maakte van de voormalige drukkerij een showroom voor technische apparatuur. Nadat dit bedrijf het pand verliet kwam er in 1989 een snookercentrum. Ook het Leger des Heils huurde er enige tijd ruimte. Van 1991 tot 2003 is de deelgemeente Kralingen-Crooswijk in het kantoorgebouw gevestigd. Daarna dreigt sloopt en wordt het gekraakt. Men zoekt een nieuwe bestemming. Plannen voor verbouwing tot appartementen of seniorencomplex halen het niet, zo'n ingreep zou het inmiddels als gemeentelijk monument aangemerkte gebouw te veel aantasten. In 2010 wordt het zelfs een rijksmonument. Het Slaakhuys werd ten slotte naar ontwerp van Jeroen Hoorn vanaf 2017 verbouwd tot een luxe 'boutique hotel' met vierenzeventig in grootte variërende kamers, appartementen en penthouses. Een kunstwerk van Wessel Couzijn dat beschadigd was, werd gerestaureerd. In de voormalige drukkerij kwam een Lidl-supermarkt.

## Kraak
In 2003 werd het pand gekraakt en gedeeltelijk bewoond. Andere delen van het pand werden gebruikt voor filmavonden, vergaderingen van verschillende organisaties, vegetarische eetavonden, concerten, Nederlandse les, kung-fu les en een weggeefwinkel. Daarnaast had een groep kunstenaars er atelierruimte gecreëerd. Nadat het snookercentrum in 2007 vertrok werd twee jaar later dat deel van het complex ook gekraakt. Het pand was in 2009 grotendeels gekraakt, maar een deel van het pand werd Antikraak bewoond.

## Fraude
De oorspronkelijke aankoop van het Slaakhuys door Havensteder in 2001 maakte deel uit van de Havenstederfraude (1998-2005). Woningbouwcorporatie Havensteder was in eerste instantie van plan zelf het object te herontwikkelen, maar heeft het eind 2014 voor 3,25 miljoen euro verkocht aan Frame Slaakhuys cv, onderdeel van Frame Vastgoed. Frame Vastgoed is een dochteronderneming van Salomon Investments Group S.I.G. NV te Rotterdam.